# Tipula (Lunatipula) cirrata
Tipula (Lunatipula) cirrata is een tweevleugelige uit de familie langpootmuggen (Tipulidae). De soort komt voor in het Palearctisch gebied.